# Рожковка (Алтайский край)
Рожковка — село в Бурлинском районе Алтайского края России. Входит в состав Рожковского сельсовета.

## История
Основано в 1907 году. В 1928 году посёлок Рожковка состоял из 64 хозяйств. Входил в состав Устьянского сельсовета Ново-Алексеевского района Славгородского округа Сибирского края.
С 1985 года в составе Рожковского сельсовета.

## География
Находится у озёра Хомутиное, к востоку от оз. Песчаное. Вдоль побережья озёр, к юго-западу находится урочище Табатерка, д. Старопесчаное.

## Население
| 1997 | 1998 | 1999 | 2000 | 2001 | 2002 | 2003 | 2004 | 2005 |
| ---- | ---- | ---- | ---- | ---- | ---- | ---- | ---- | ---- |
| 19   | ↗27  | ↘17  | ↘16  | ↘15  | ↗21  | ↗25  | ↘13  | ↗18  |
| 2006 | 2007 | 2008 | 2009 | 2010 |      |      |      |      |
| ↗21  | ↗22  | ↘13  | ↘12  | ↘0   |      |      |      |      |

В 1928 году проживало 330 человек (165 мужчин и 165 женщин). Преобладающее население: русские.
В сентябре 2013 года проживало 3 человека.

## Инфраструктура
Было развито сельское хозяйство. В 1930-х организована сельскохозяйственная артель имени Войкова. С 1950 года являлся отделением укрупнённого колхоза «Сталинский путь». В 1960 году стало отделение совхоза «Устьянский».
Личное подсобное хозяйство.

## Транспорт
Просёлочные дороги.